# Sozialistische Partei Japans
Die Sozialistische Partei Japans (日本社会党, Nihon Shakaitō, SPJ) war eine politische Partei in Japan, die von 1945 bis 1996 existierte. In dieser Zeit war sie auf nationaler Ebene meist die größte Oppositionspartei, von 1947 bis 1948 und ab 1993 war sie an der Regierung beteiligt.

## Geschichte
Die SPJ war die erste Partei, die nach dem Zweiten Weltkrieg, bereits 1945, in Japan gegründet wurde. Ihr erster gleichnamiger Vorläufer ging auf das Jahr 1906 zurück und wurde bereits 1907 verboten. Die wichtigsten Gründungsmitglieder hatten bereits in den 1920er und 1930er Jahren politische Erfahrung gesammelt, bevor das Militär und die autoritäre Regierung der Kriegszeit Aktivitäten der Linken unterbanden. Allerdings war die Sozialistische Partei von Anfang an in verschiedene Lager gespalten: Der rechte Flügel mit Verbindungen zum späteren Dōmei-Gewerkschaftsverband hätte sich eine Koalition mit der bürgerlichen Liberalen Partei vorstellen können, während der linke Flügel, der vom Gewerkschaftsverband Sōhyō unterstützt wurde, lieber mit den Kommunisten kooperiert hätte. 1947 konnten die Sozialisten zum ersten und einzigen Mal die Wahl gewinnen und den Regierungschef stellen. Nach weniger als einem Jahr hatten Flügelkämpfe, Abspaltungen und schließlich ein Streit über den Haushalt die Regierung von Katayama Tetsu aufgerieben.
Auch die Außenpolitik führte bei der Kursbestimmung zwischen Neutralität und Westbindung zu parteiinternen Spannungen. Im Streit über den Friedensvertrag mit den USA und den Sicherheitsvertrag mit den USA standen sich rechter und linker Parteiflügel immer offener feindlich gegenüber. Man warf sich gegenseitig „kommunistische Tendenzen“ oder Unterstützung des „US-Imperialismus“ vor.
Bereits in den 1950er Jahren traten rechter (uha) und linker Flügel (saha; im Parlament: 第二十三控室, dai-nijūsan hikaeshitsu, „23. Wartezimmer“) getrennt bei Wahlen an. Zunächst war dies als Weg konzipiert, die Streitigkeiten zu reduzieren; letztlich führte es jedoch zur Schwächung der Partei. 1955 verständigten sich Anhänger beider Flügel zunächst auf eine Wiedervereinigung. 1960 verließen schließlich Vertreter des rechten Flügels die Partei und gründeten die Demokratisch Sozialistische Partei (民主社会党, Minshu Shakaitō, ab 1969 民社党, Minshatō, DSP).
Trotz der Spaltung blieb die SPJ bis in die 1980er Jahre die größte Oppositionspartei Japans. Im Laufe der Zeit gab sie einige der radikaleren Positionen auf. Die Anerkennung der Existenz der Selbstverteidigungsstreitkräfte, die Anerkennung Südkoreas oder die Aufgabe der Forderung eines sofortigen Atomausstiegs zeugen von dieser Mäßigung. Sie hat zusammen mit der populären Parteivorsitzenden Doi Takako, die von parteiinterner Perestroika sprach, Ende der 1980er Jahre zu bemerkenswerten Wahlerfolgen geführt. Diese waren jedoch von kurzer Dauer und ironischerweise brachte eine heftige Wahlniederlage 1993 (von 136 auf 70 Sitze) der SPJ ihre zweite Regierungsbeteiligung der Nachkriegszeit und der Sturz dieser ersten Regierung ohne LDP-Beteiligung seit 1955 ein Jahr später den Ministerpräsidentenposten ein.
1996 änderte die Partei ihren Namen in Sozialdemokratische Partei (民主社会党, Shakai Minshutō, SDP) und verlor einen großen Teil der Abgeordneten an die Vorläufer der späteren Demokratischen Partei; ihren englischen Namen hatte sie bereits 1991 in Social Democratic Party of Japan (SDPJ) geändert. Fünf Abgeordnete um Yatabe Osamu verließen die Partei und gründeten die Neue Sozialistische Partei (Shin-shakaitō), die traditionelle Kernforderungen des linken Flügels der SPJ beibehielt.

## Parteivorsitzende
| #                  | Name              | Amtseinführung     | Verabschiedung     | Bild              |
| ------------------ | ----------------- | ------------------ | ------------------ | ----------------- |
| 1                  | Katayama Tetsu    | 28. September 1946 | 16. Januar 1950    | Katayama Tetsu    |
| – (rechter Flügel) | Kawakami Jōtarō   | 18. Januar 1953    | 12. Oktober 1955   | Kawakami Jōtarō   |
| – (linker Flügel)  | Suzuki Mosaburō   | 19. Januar 1951    | 12. Oktober 1955   | Suzuki Mosaburō   |
| 2                  | Suzuki Mosaburō   | 13. Oktober 1955   | 21. März 1960      | Suzuki Mosaburō   |
| 3                  | Asanuma Inejirō   | 23. März 1960      | 12. Oktober 1960   | Asanuma Inejirō   |
| 4 (kommissarisch)  | Eda Saburō        | 12. Oktober 1960   | 6. März 1961       | Eda Saburō        |
| 5                  | Kawakami Jōtarō   | 6. März 1961       | 6. Mai 1965        | Kawakami Jōtarō   |
| 6                  | Sasaki Kōzō       | 6. Mai 1965        | 19. August 1967    | Sasaki Kōzō       |
| 7                  | Katsumata Seiichi | 19. August 1967    | 4. Oktober 1968    | Katsumata Seiichi |
| 8                  | Narita Tomomi     | 30. November 1968  | 26. September 1977 | Narita Tomomi     |
| 9                  | Asukata Ichio     | 13. Dezember 1977  | 7. September 1983  | Asukata Ichio     |
| 10                 | Ishibashi Masashi | 7. September 1983  | 8. September 1986  | Ishibashi Masashi |
| 11                 | Doi Takako        | 8. September 1986  | 31. Juli 1991      | Doi Takako        |
| 12                 | Tanabe Makoto     | 31. Juli 1991      | 19. Januar 1993    |                   |
| 13                 | Yamahana Sadao    | 19. Januar 1993    | 25. September 1993 |                   |
| 14                 | Murayama Tomiichi | 25. September 1993 | 19. Januar 1996    | Murayama Tomiichi |

## Regierungsbeteiligungen
- 1947–48 46. Kabinett (SPJ, DP, Kokumin Kyōdōtō) Katayama Tetsu: sieben SPJ-Minister (inkl. Premier)
- 1948 47. Kabinett (SPJ, DP, Kokumin Kyōdōtō) Ashida Hitoshi: acht SPJ-Minister (inkl. Vizepremier)
- 1993–94 79. Kabinett (SPJ, Shinseitō, Kōmeitō, DSP, NJP, Sakigake, SDF, Minkakuren) Hosokawa Morihiro: sechs SPJ-Minister
- (1994 wählten die SPJ-Abgeordneten noch mit den anderen Regierungsparteien den 80. Premierminister Hata Tsutomu, verließen aber anschließend während der Regierungsbildung die Koalition)
- 1994–1996 81. Kabinett samt Umbildung (LDP, SPJ, Sakigake) Murayama Tomiichi: sechs SPJ-Minister (inkl. Premier)
- 1996 [bis zur Umbenennung] 82. Kabinett (LDP, SPJ, Sakigake) Hashimoto Ryūtarō: sechs SPJ-Minister (inkl. Vizepremier)